# Famous Monsters of Filmland
Famous Monsters of Filmland était un magazine consacré au cinéma d'horreur. Il fut créé par James Warren et  Forrest J. Ackerman en 1958.

## Historique
En février 1958, James Warren et Forrest J. Ackerman, tous deux fans du cinéma d'horreur décident de publier un magazine intitulé Famous Monsters of Filmland. Celui-ci devait être un numéro unique mais le succès est tel qu'il doit être réimprimé et que les deux hommes décident d'en faire un périodique. Les ventes de ce mensuel sont correctes jusqu'à la fin des années 1960. Par la suite, il perd de sa splendeur et de nombreux articles tirés des numéros des années 1960 sont réimprimés dans les années 1970. Au début des années 1980, Warren tombe gravement malade et la société Warren Publishing connaît de graves difficultés. Ackerman quitte l'entreprise et le magazine cesse de paraître en 1983.